# リトル・ジョー1A号
リトル・ジョー1A号（リトル・ジョー1Aごう、英: Little Joe 1A）は、NASAのマーキュリー計画の一環として1959年11月4日に発射された無人ロケットである。失敗に終わった前回のリトル・ジョー1号 (LJ-1) の再試験として行われたこの飛行では、空気抵抗が最大になる状況で緊急脱出用ロケットの試験を行うことになっていた。発射約30秒後、脱出ロケットに点火すべき動圧に達したことを圧力計が感知し、宇宙船を発射ロケットから切り離すよう爆発ボルトに信号が送られた。この時点までは、すべて予定通り進行していた。この信号はまた、脱出ロケットに対し点火の指令を送ることになっていたが、十分な推力が発生するのに数秒がかかったため、脱出ロケットが切り離されたときの動圧は満足のいく数値に達せず、その結果再試験が計画された。これを除けば発射から回収に至るまでの手順は問題なく行われた。8分11秒の飛行時間で高度は14.5キロメートル、飛行距離は18.5キロメートル、最高速度は時速3,254キロメートルに達し、搭載重量は1,007キログラムだった。